# Cryptomeigenia nigripes
Cryptomeigenia nigripes là một loài ruồi trong họ Tachinidae.